# خیابان‌ها (ترانه)
«خیابان‌ها» (به انگلیسی: Streets) ترانه‌ای از رپر و خوانندهٔ آمریکایی دوجا کت از دومین آلبوم استودیویی وی هات پینک (۲۰۱۹). او این ترانه‌را با دیوید اسپریچر و لیدیا اسرت در کنار تهیه‌کنندگی دامینیک و داریوس لوگان نوشت. در «خیابان‌ها»، ترانه‌ای آراندبی بالاد با عناصر ترپ، دوجا کت دربارهٔ تمایل خود برای بازگشت به یک شریک عاشقانه سابق آواز و رپ می‌خواند. برخی از منتقدان که هات پینک‌را بررسی کردند، دوجا کت‌را به‌دلیل چند منظوره‌ای بودن ترانه‌اش به‌عنوان یک هنرمند موسیقی تحسین کردند.